# Modèle DICE
Pour les articles homonymes, voir DICE.
Le modèle dynamique intégré climat-économie, appelé aussi modèle DICE (pour Dynamic Integrated model of Climate and the Economy en anglais), est un modèle pluridisciplinaire informatique développé par le lauréat 2018 du prix de la Banque de Suède en sciences économiques en mémoire d'Alfred Nobel William Nordhaus qui « relie les facteurs qui influent sur la croissance économique, les émissions de CO2, le cycle du carbone, le changement climatique, les dommages climatiques et les politiques climatiques. » Nordhaus a également développé le modèle RICE (Regional Integrated model of Climate and the Economy), variante du modèle DICE développée et mise à jour en même temps que le modèle DICE,,,. Les chercheurs David Popp, Zili Yang et Joseph Boyer ont également participé au développement du modèle DICE avec W. Nordhaus.
Le modèle DICE est l’un des trois principaux  modèles pluridiscipinaires d’évaluation utilisés par l'Environmental Protection Agency, et les estimations qu'il fournit se situent entre celles des deux autres modèles.

## Historique du modèle

### Ancêtres
Selon un résumé des modèles DICE et RICE réalisé par Stephen Newbold, le premier ancêtre de DICE était un modèle de programmation linéaire de l'offre et de la demande d'énergie décrit dans deux articles de William Nordhaus datant de 1977,. Même s'il était dynamique (dans la mesure où il tenait compte de l'évolution des niveaux de l'offre de combustible en fonction de l'offre et de la demande, et de ses conséquences sur les émissions de CO2), le modèle ne cherchait pas à estimer les conséquences économiques du changement climatique. Un article de Nordhaus publié en 1991 proposait un modèle sans croissance combinant économie et climat, assez proche du modèle DICE,.

### Versions du modèle
Il semble que le modèle ait été proposé pour la première fois par l’économiste William Nordhaus dans un document de travail à destination de la Cowles Foundation en février 1992. Dans un article de Science publié en novembre 1992, Nordhaus a également écrit une brève note exposant les idées principales. Une révision du modèle a ensuite été publiée dans Resource and Energy Economics en 1993,.
William Nordhaus a publié une version améliorée du modèle dans le livre qu'il a publié en octobre 1994, intitulé « Managing the Global Commons: The Economics of Climate Change », le premier chapitre et une annexe contenant un programme informatique librement disponible en ligne,. Marian Radetzki a commenté ce livre pour la revue The Energy Journal.
Dans un article intitulé A regional dynamic general-equilibrium model of alternative climate-change strategies et publié en 1996 dans la revue American Economic Review, Nordhaus et Zili Yang ont défini le RICE (Regional Integrated model of Climate and the Economy). Le modèle RICE a pour objet de modéliser l’économie et le climat sur le monde découpé en toute une série de régions, plutôt que sur le monde pris d'un seul tenant.
En 1998, Nordhaus a publié une version révisée du modèle DICE au travers de plusieurs articles, dont l'un a été co-écrit avec Joseph Boyer, afin de comprendre les effets du protocole de Kyoto qui avait été proposé,.
En 1999, Nordhaus a publié des programmes informatiques et des feuilles de calcul implémentant à la fois une nouvelle version du modèle DICE et le modèle RICE,.
En 2000, Nordhaus et Boyer ont co-écrit un livre, aux éditions MIT Press, intitulé Warming the World: Economic Models of Global Warming, dans lequel ils décrivent de manière détaillée les dernières versions des modèles DICE et RICE.
En 2001, Nordhaus a publié une nouvelle version des feuilles de calcul pour le modèle RICE,,.
En novembre 2006, Nordhaus a publié une nouvelle version du modèle DICE, recalibrée avec de nouvelles données, et l'a utilisée pour étudier le rapport Stern,,.
En 2010, une nouvelle version des modèles RICE et DICE ont été publiés. Le nouveau modèle RICE a été expliqué par Nordhaus dans un article paru dans Proceedings of the National Academy of Sciences,.
En 2013, William Nordhaus a écrit le livre The Climate Casino (publié par Yale University Press) avec une analyse mise à jour des modèles DICE et RICE et de leurs conséquences politiques au sens large. Sur son site Web, Nordhaus a également publié le contexte de la dernière version des modèles utilisés dans le livre,.

## Accueil

### Accueil au sein de la recherche académique
Des chercheurs travaillant indépendamment de Nordhaus ont publié un certain nombre de variantes du modèle DICE,.
Le modèle DICE est également intégré à un certain nombre de cours universitaires avancés traitant de l'économie de l'énergie, de l'environnement et du changement climatique.
Début 2020, l'économiste australien Steve Keen critique vivement le modèle DICE, qu'il présente comme un dangereux pari pour l’avenir de l’humanité, en raison de graves lacunes ; selon S. Keen, la  «fonction de dommages» utilisée par le modèle pour évaluer les dommages du réchauffement climatique est incorrecte, et elle utilise des données sans lien avec le changement climatique. Toujours selon S. Keen, les « péchés de Nordhaus » remontent à ses attaques contre le rapport Meadows de 1972 («The limits to Growth») à l'époque rejeté par les prédécesseurs de nos négateurs du climat contemporain mais qui s'est révélé remarquablement précis dans ses prédictions,,.

### Accueil parmi les décideurs politiques
Les modèles DICE et RICE ont largement attiré l’attention de gens étudiant les conséquences économiques du changement climatique. Ils font partie des modèles utilisés par l'Environmental Protection Agency, aux États-Unis, pour estimer le coût social du carbone. Stephen Newbold a fait une revue de ces modèles en 2010 pour le compte de l'Environmental Protection Agency.
Des analystes ont formulé des critiques, en particulier sur le choix précis des taux d'actualisation choisis dans le modèle,.